# Schiderti
Der Schiderti (kasachisch Шідерті өзеңі; russisch Шидерты́ Schiderty; auch Sarapan, im Unterlauf Karasu) ist ein endorheischer Fluss in Kasachstan.
Der Fluss entspringt im zentralen Bereich der Kasachischen Schwelle. Von dort fließt er in nördlicher Richtung. Er wird mehrmals aufgestaut. Der Fluss mündet gewöhnlich in den See Schaganak. Nur bei Hochwasser erreicht sein Wasser den im Kreis Aktogai (Gebiet Pawlodar) gelegenen abflusslosen See Schalauli. Der Schiderti hat eine Länge von 506 km. Sein Einzugsgebiet umfasst 15.900 km². Der Fluss wird hauptsächlich von der Schneeschmelze gespeist. Zwischen Mitte April und Anfang Juni führt er gewöhnlich Hochwasser. In den Monaten April und Mai betragen die mittleren Abflüsse 13,5 m³/s bzw. 6 m³/s. Ober- und Unterlauf fallen häufig trocken. Der Irtysch-Qaraghandy-Kanal durchfließt dank mehrerer Pumpwerke das Flusstal sowie mehrere Stauseen entlang dem Flusslauf des Schiderti in entgegengesetzter Richtung.